# Mulona grisea
Mulona grisea är en fjärilsart som beskrevs av George Francis Hampson 1900. Mulona grisea ingår i släktet Mulona och familjen björnspinnare. Inga underarter finns listade i Catalogue of Life.